# Утрото е неповторимо
„Утрото е неповторимо“ е български игрален филм (драма) от 1978 г. на режисьора Никола Любомиров, по сценарий на Камен Калчев. Оператор е Красимир Костов. Създаден е по на книгата „Софийски разкази“ на Камен Калчев. Музиката във филма е композирана от Симеон Пиронков.

## Актьорски състав
- Богдан Глишев – Драган Мицков
- Григор Вачков – Мичев
- Гаврил Гаврилов – Иван Иванов
- Илка Зафирова – Радка
- Велико Стоянов – Художникът Мекишев
- Асен Кисимов – Зафиров
- Петя Хрису – Игнатиева
- Досьо Досев – Машинистът
- Искра Хаджиева – Госпожа Хаджиева
- Лъчезар Стоянов – Лекторът Топлийски
- Любомир Бъчваров – Койшев
- Антон Грозев – Готвачът
- Иван Терзиев – Синът на Драган
- Мария Атанасова – Ценка
- Кунка Баева – Жената на Иван Иванов
- Ицхак Финци
- Свобода Молерова
- Борислав Иванов
- Анани Явашев